# Festa Major d'Horta
La Festa Major d'Horta se celebra la primera quinzena de setembre al barri d'Horta, al districte d'Horta-Guinardó de Barcelona. Durant les dues setmanes de festa major, s'hi fan activitats de tota mena: balls, concerts per a jovent, activitats infantils, àpats comunitaris, esdeveniments esportius, gimcanes, etc. La cultura popular del barri, molt rica i variada, també hi té un paper preeminent. Totes les agrupacions del barri surten conjuntament a la cercavila d'inauguració. I durant la festa es fan exhibicions de dansa, ballades i un correfoc final.

## Motiu
Com en molts altres indrets de la ciutat, l'origen de la festa major d'Horta és votiu. El 10 de setembre de 1731 es va celebrar per primera vegada el «vot del poble». Es va formular en honor de Sant Gaudenci, com a copatró del barri, en agraïment pel do de la pluja. Des de llavors, cada any pel 10 de setembre, el poble d'Horta el renova en una cerimònia a l'església parroquial de Sant Joan d'Horta.

## Actes destacats
- Cercavila. Totes les colles de cultura popular d'Horta participen en la gran cercavila de la festa major, que arriba a fer sis recorreguts diferents. Hi surten els gegants del barri i també moltes peces infantils de les escoles. Tampoc no hi falten les colles de diables –amb el seu bestiari–, els esbarts dansaires i els grups de percussió.[1]
- Matinades. El matí de festa major, els grups de tabalers de les principals colles de foc del barri –els Diables d'Horta, els del Carmel i els Banyetes d'Horta– desperten tot el veïnat per anunciar que ja ha arribatla festa major. Sovint, els tabalers també compten amb la col·laboració de grups de trabucaires, com els d'en Perot Rocaguinarda.[1]
- Tarda de dansa catalana. L'esbart Folklòric d'Horta, secció de dansa dels Lluïsos d'Horta,organitza cada any aquesta demostració de balls tradicionals en què participen tots els membres del grup.[1]
- Tomàquet. Des de fa més de seixanta anys, el grup de teatre del Foment Hortenc representa aquest singular espectacle comicomusical amb balls i esquetxos humorístics. Cada any fa una representació especial a l'aire lliure en què es descobreixen molts secrets d'aquesta obra, que ja és un clàssic.[1]
- Correfoc. Els Diables d'Hortas'encarreguen de l'acte final de la festa major: és el correfoc, amb el dracCapallà. Moltes vegades la colla organitzadora convida més grups de foc a participar-hi. Hi són habituals les colles de diables veïnes del Carmel i algunes altres que venen d'arreu.[1]